# Batterijenfabriek Herberhold

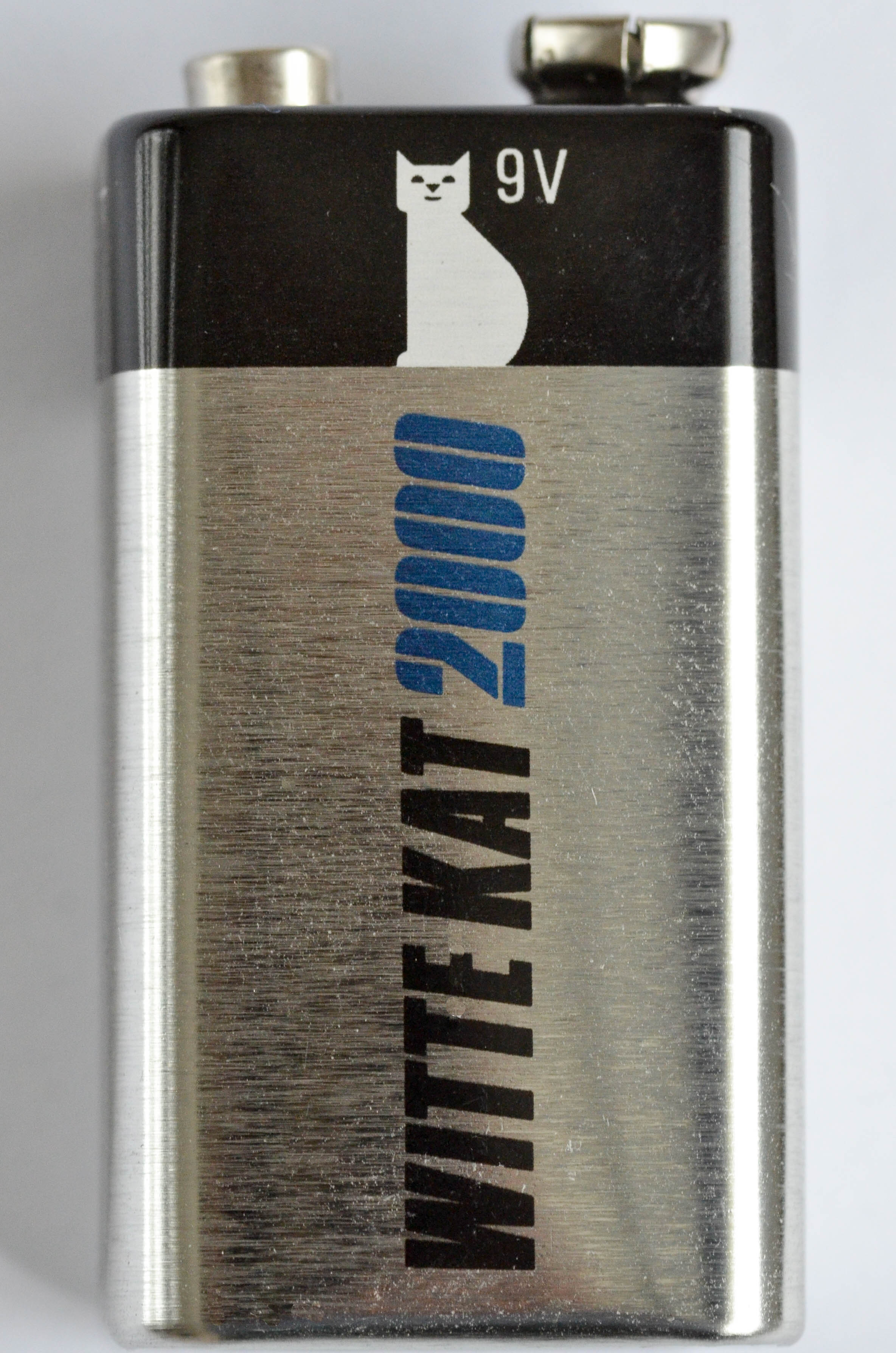
Witte Kat batterij

Batterijenfabriek C. Herberhold werd op 1 oktober 1926 opgericht aan de Westerdijk 1, in de Utrechtse wijk Pijlsweerd.
De uit Duitsland afkomstige Caspar Paul Herberhold begon in 1916 samen met zijn zwager Ernst Zur Lage aan de Venestraat 14 in Zwolle als koopman, batterijenfabrikant en fietsenbouwer. Vijf jaar later, in 1921 ging Herberhold echter failliet. In 1926 begon Herberhold opnieuw, nu aan de Utrechtse Westerdijk 1 in een fietsreparatiewerkplaats waar ook batterijen werden gemaakt. Dat liep zo goed dat de twee zaken van fietsreparatie en batterijen uit elkaar werden gehaald en C. Herberhold alleen verder ging met de batterijvervaardiging. Het pand dat te huur werd aangeboden werd aangekocht en zo ontstond batterijenfabriek C. Herberhold die later de bekende batterij met de naam De Witte Kat ging maken.
In 1930 verhuisde de fabriek naar de hoek van de Lijnweg (tegenwoordig de Nieuwe Pijlsweerdstraat) en de Balkstraat 1-3, niet ver van de oude locatie. Op de nieuwe plek kwamen zo'n 150 mensen te werken.
Rond 1951 fuseerde batterijenfabriek C. Herberhold met het bedrijf Herlage, onder de naam Batterijenfabriek Herberhold. In 1984 volgde een overname door VARTA. Herberholt N.V. werd omgezet in VARTA B.V., die ook andere fabrikanten in batterijen overnam.
In 2009 stopte VARTA de productie van De Witte Kat batterij. Daarmee verdween deze voor Nederland bekende batterij en de daaraan gekoppelde naam van de heer Herberhold.

## Trivia
- VARTA bestaat nog steeds en maakt volop batterijen en accu's onder eigen naam.[4]

## Andere locaties
- De Batterijenfabriek van Herberhold heeft ook nog in de Kromme Elleboogsteeg[5] (zijstraat Lange Nieuwstraat) gezeten op de kaaszolder waar Herberhold experimenteel begon met de vervaardiging van batterijen naast fietsreparatie om daarna te verhuizen naar de Westerdijk 1 waar uiteindelijk de Witte Kat batterij het levenslicht zag. De eigenaar van de kaaszolder woonde om de hoek in de Korte Smeestraat. Op deze kaaszolder heeft na het vertrek van Herberhold de Utrechtse worstelvereniging De Halter zijn intrek genomen.
- En de Batterijenfabriek van Herberhold heeft ook nog op de Alexander Numankade 75 in Utrecht gezeten.[6]

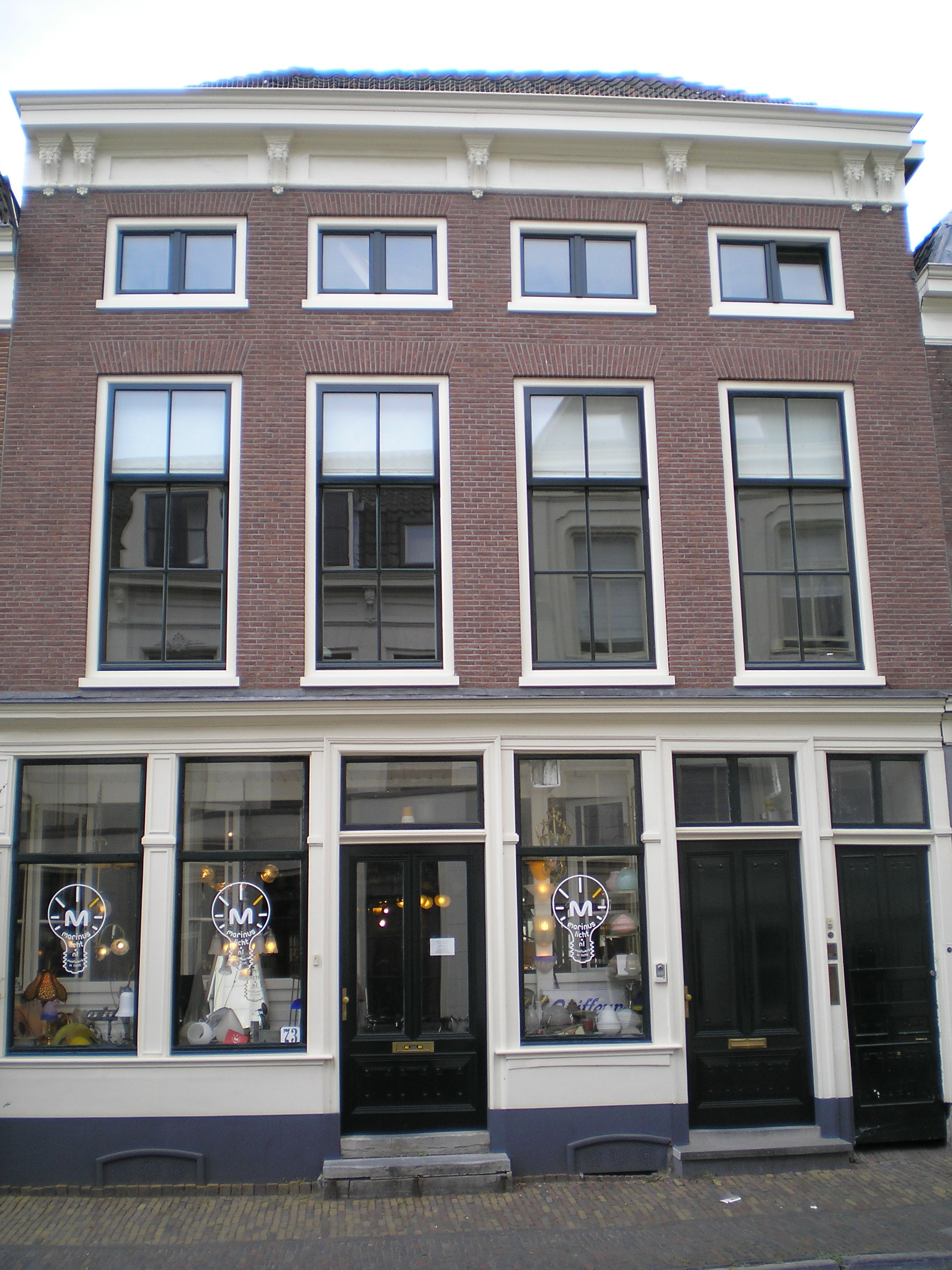
Lange Nieuwstraat nummer 73, 73bis en 71c te Utrecht, achter de deur van 71c bevindt zich nog de vroegere Kromme Elleboogsteeg waar zich de kaaszolder bevond
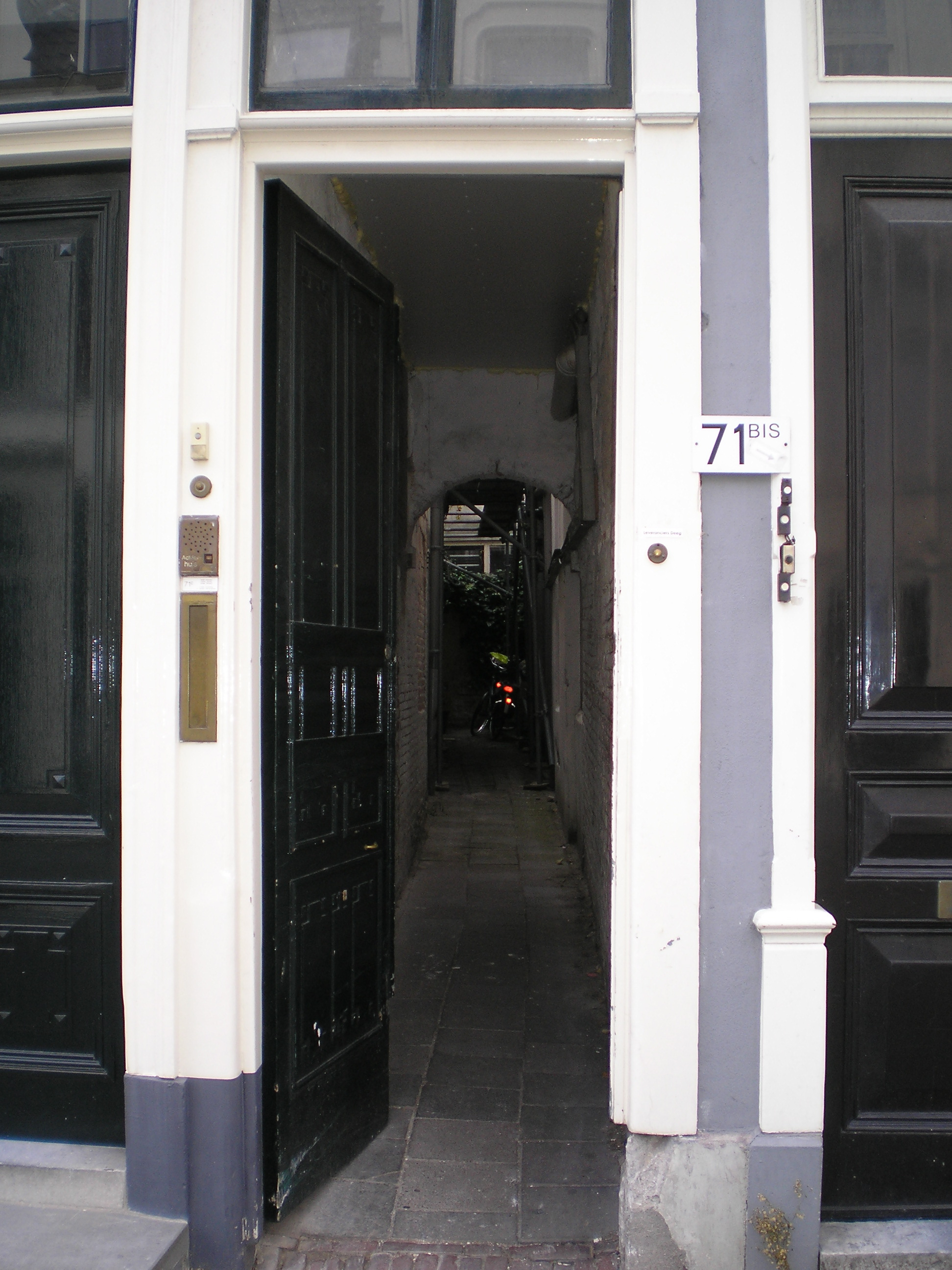
Toegangspoort van de vroegere Kromme Ellenboogsteeg die liep tot aan de Oudegracht, maar is nu halverwege de steeg afgesloten

Hedendaags:
Douwe Egberts ·
HUBO ·
Koninklijke Jongeneel ·
Mediq ·
UMS Pastoe ·
Rabobank ·
Stork ·
Strukton ·
Vitens ·
WE

Niet meer bestaand:
Charles Vögele ·
De Korenschoof ·
De Landbouw ·
Demka ·
ElectroRail ·
GVU ·
Batterijenfabriek Herberhold ·
Hooghiemstra ·
Gemeentelijke Gasfabriek ·
Jan Jongerius N.V. ·
N.V. L B Kagenaar ·
Lood- en Zinkpletterij Hamburger ·
Lubro ·
Machinefabriek Jaffa ·
Nieaf ·
Olland · 
Pannevis · 
PEGUS ·
N.V. Philips Lasstavenfabriek ·
PUEM ·
Systeem Coq ·
Van Boekhoven - Bosch ·
Werkspoor